# میخائلا پاولاتووا
میخائلا پاولاتووا (چکی: Michaela Pavlátová؛ زادهٔ ۲۷ فوریهٔ ۱۹۶۱) کارگردان فیلم، و پویانما اهل جمهوری چک است.
او علاوه بر آنکه در سال ۱۹۹۲ نامزد دریافت جایزه اسکار بهترین پویانمایی کوتاه بود، جوایز دیگری همچون خرس طلایی، جایزهٔ ویژهٔ هیئت داوران جشنواره بین‌المللی فیلم انیمیشن انسی و جایزهٔ بزرگ جشنواره بین‌المللی پویانمایی هیروشیما را دریافت داشت.